# Demokratikus Szövetség (Dél-afrikai Köztársaság)
A Demokratikus Szövetség (afrikaansul Demokratiese Alliansie, rövidítése: DA) politikai párt a Dél-afrikai Köztársaságban, az Afrikai Nemzeti Kongresszussal és több kisebb párttal az országot vezető nemzeti egységkormány része. 2000. évi alapítása óta a Dél-afrikai Köztársaság második legnagyobb pártja az ANC után. A Demokratikus Szövetség centrista párt, de jobbközépként is jellemzik. A Liberális Internacionálé és az Afrikai Liberális Hálózat tagja. Története az apartheidellenes Progresszív Párt 1959. évi megalapításával kezdődik, azóta számos más párttal olvadt össze és több néven volt ismert. A párt ideológiailag liberális, ezen belül neoliberális, szociálliberális, klasszikus liberális és konzervatív liberális nézeteket is sajátjának vall. Választói főként afrikaans és angol anyanyelvűek, 35 év felettiek, fehér, indiai vagy kevert etnikumú dél-afrikaiak.
A 2024. évi parlamenti választások óta a párt egy nemzeti egységkormány része az ANC-vel és nyolc kisebb párttal. Számos nagyobb dél-afrikai város, köztük Fokváros, és 2009 óta Nyugat-Fokföld, az ország kilenc tartománya egyikének élén is áll.